# Esher Surrey
Esher Surrey is een naam die door ten minste drie generaties van de familie Bignell gebruikt is voor respectievelijk een villa, hun verschillende galerieën en diverse ondernemingen in de kunsthandel. De naam is ontleend aan de herkomst van de familie; de plaats Esher in het Engelse graafschap Surrey.

## Familie Bignell
Betovergrootvader John Bignell sr. en betovergrootmoeder Mary Ann Witle zijn afkomstig uit Esher in het Engelse graafschap Surrey. Vermoedelijk hebben zij al kinderen als zij zich vóór 1850 in Den Haag vestigen. Daar trouwt overgrootvader John Bignell jr. (beroep op dat moment rijknecht) 22 oktober 1856 met Paulina Catharina de Ruijter. Van dit echtpaar stammen vervolgens drie generaties Bignell af die een rol spelen in de Nederlandse kunstwereld en de kunsthandel.
- Grootvader John Charles Bignell sr. is de grondlegger van het bescheiden kunstimperium van de familie Bignell dat een kleine driekwart eeuw bestaat.
- Vader Charles John Robert Bignell speelt een aantal verschillende rollen in de Nederlandse kunstwereld en in de kunsthandel tijdens de eerste helft van de twintigste eeuw. Hij is zowel "beschermheer van de kunsten"[5] en medeoprichter van zowel de Eerste Nederlandse Vrije Studio - een voorloper van de Vrije Academie in Den Haag - als van het veilinghuis Van Marle en Bignell, waar in de Tweede Wereldoorlog roofkunst wordt geveild.
- Zoon John Charles Bignell jr. zet de galerie van zijn grootvader en vader nog tot omstreeks 1966 voort en houdt de kunsthandel van zijn vader nog tot eind 1977 in bezit.

## Villa "Esher Surrey"
Rond 1900 doet J.C. Bignell sr. meerdere grondtransacties met de gemeente. Het lijkt er op dat hij daarmee een zeker fortuin verdient, hoe is niet helemaal duidelijk, mogelijk door speculatie of als projectontwikkelaar. Zo wordt in de raadsvergadering van 3 oktober 1904 een verkoop van gemeentegrond aan de Helmstraat goedgekeurd. Ergens rond die tijd moet hij aan het begin van de Helmstraat een villa hebben laten bouwen die in 1904, nog zonder adres, in de telefoongids wordt vermeld. De villa krijgt adres Helmstraat 2 en blijft waarschijnlijk tot het overlijden van Bignell, een paar jaar na dat van zijn vrouw, in familiebezit. Volgens advertenties wordt de villa een paar keer geveild, voor het laatst in 1923. Het lijkt er op dat de koper een projectontwikkelaar is aangezien daarna niets meer van de villa te vinden is en er voor het eerst sprake is van de adressen Helmstraat 2a tot en met g.

### Kunst in de villa

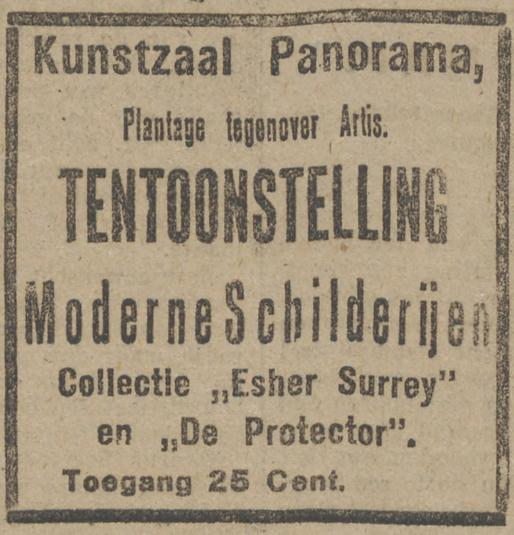
Advertentie Kunstzaal Panorama 1916

Naast woonhuis is de villa vanaf omstreeks 1911 tot eind 1918 galerie en onderkomen van respectievelijk de kunsthandel "Esher Surrey" en korte tijd ook het veilinghuis Van Marle en Bignell. Nadat C.J.R. Bignell ook directeur van Kunsthandel De Protector wordt exposeert hij daar en ten minste een keer met beide ondernemingen in Amsterdam. Onder meer de volgende kunstenaars worden in de villa getoond:
- Cornelis Kuypers in oktober - november 1911, mogelijk de eerste tentoonstelling in de galerie aangezien de kranten "Esher Surrey" als nieuw beschrijven en de villa en werkwijze van Bignell beschrijven[11]
- Charles Dankmeijer exposeert meermaals, Bignell toont in december 1911 werken van deze kunstenaar uit zijn privécollectie[12]
- Jacques Zon maart 1912[13]
- Anton Dirckx, meermaals waaronder juli 1913[14]
- Ben Viegers - waarschijnlijk al met anderen in 1914,[15] zeker in 1916[16] en een tekening van hem siert decennialang de advertenties van Van Marle en Bignell[17]
- Suze Bisschop-Robertson november 1914[18]
- Arnold Willem Kort december 1915[19]
- Cornelis Jan Mension juli 1916 en september 1918[20]
- Paul Arntzenius juni 1917[21]
- Pieter Cornelis de Moor juni 1918[22]

## Kunsthandel "Esher Surrey"

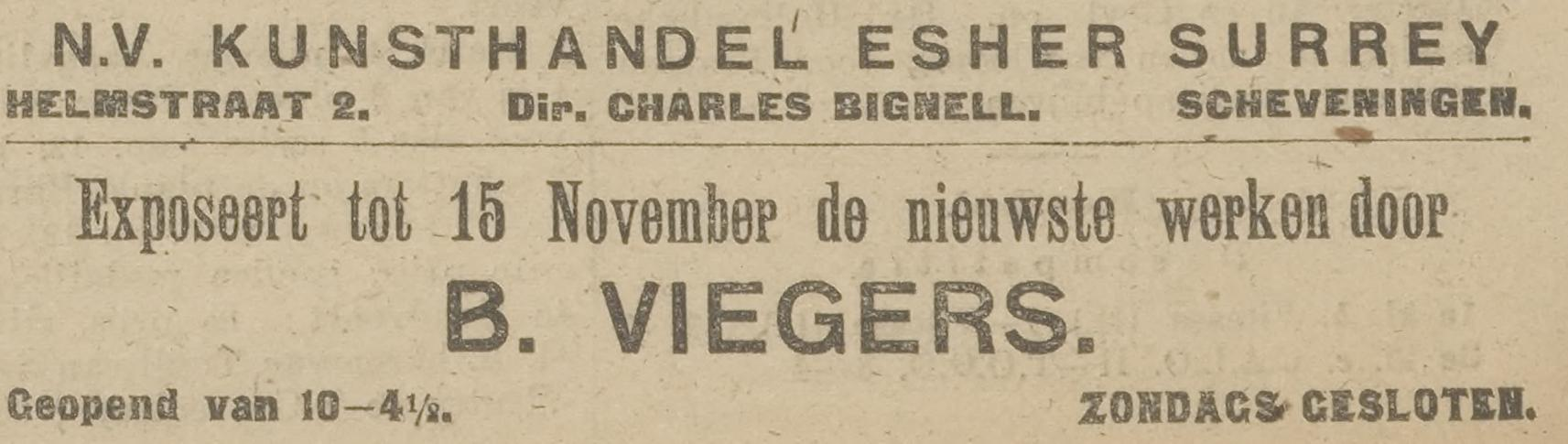
Advertentie Esher Surrey 1916

Op 11 november 1913 wordt de N.V. Kunsthandel "Esher Surrey" opgericht, met als directeur (zoon) C.J.R. Bignell en commissaris (vader) J.C. Bignell. In de jaren daarvoor wordt al gesproken over een "kunsthandel", wellicht viel die onder een andere rechtspersoon. In 1941 wordt besloten om de N.V. op te heffen en wordt deze omgezet in een C.V.. Na de oorlog is de C.V. - volgens de literatuur - na de arrestatie van C.J.R. Bignell onder bewind geplaatst en in 1958 opgeheven. Door J.C. Bignell, zoon van Charles Bignell wordt het bedrijf voortgezet onder de naam 'Kunsthandel Esher Surrey, waarin opgenomen het veilingbedrijf Van Marle & Bignell'. In 1968 werd Kunsthandel Esher Surrey omgezet in een naamloze vennootschap 'Van Marle & Bignell N.V.' In 1977 werd Van Marle & Bignell N.V. omgezet in een besloten vennootschap Van Marle & Bignell BV.

## Galerie "Esher Surrey"
Vanaf het moment dat J.C. Bignell sr. omstreeks 1911 begint met het exposeren van kunst wordt de naam "Esher Surrey" in verschillende varianten gebruikt. Naast "villa -" of "huize -" worden ook "kunsthandel -" en "kunstzaal Esher Surrey" gebruikt voor de tentoonstellingen in de galerie. Na de verhuizing naar het Lange Voorhout 58 staat lange tijd "N.V. Esher Surrey Fine Art Gallery" of een variant daarop in het bovenlicht van de ingang. en wordt in advertenties en aankondigingen wel "Esher Surrey Art Galleries" al dan niet met de toevoeging "Ltd." gebruikt. Voor zover valt na te gaan is er nooit een aparte rechtspersoon voor deze activiteiten geweest maar vielen ze altijd onder de kunsthandel "Esher Surrey" om welke rechtsvorm dan ook. Volgens de literatuur is die kunsthandel in 1958 opgeheven terwijl de galerie tot omstreeks 1966 exposities blijft organiseren, mogelijk als activiteit van het veilingbedrijf Van Marle en Bignell. Dat vóór die tijd beide bedrijven op het zelfde adres gevestigd zijn werkt ook in de tijd zelf verwarrend, zo schrijft het Algemeen Handelsblad over een veiling bij "Esher Surrey" terwijl die, uiteraard, onder de noemer van "Van Marle en Bignell" ging.
De galerie kent een vooroorlogse bloeiperiode onder leiding van C.J.R. Bignell en een tweede na de oorlog onder leiding van J.C. Bignell. Overigens wordt niet uitsluitend beeldende kunst geëxposeerd, naast solo- en groepstentoonstellingen van beeldend kunstenaars wordt ook kunstnijverheid getoond. Zo is in 1932 een gedekte kersttafel te zien met damast ontworpen door Chris Lebeau, tafelzilver ontworpen door Christa Ehrlich en met meubilair van Gispen, het geheel verlucht door schilderingen van Lebeau en C.J. Maks.

### Exposities tijdens het interbellum

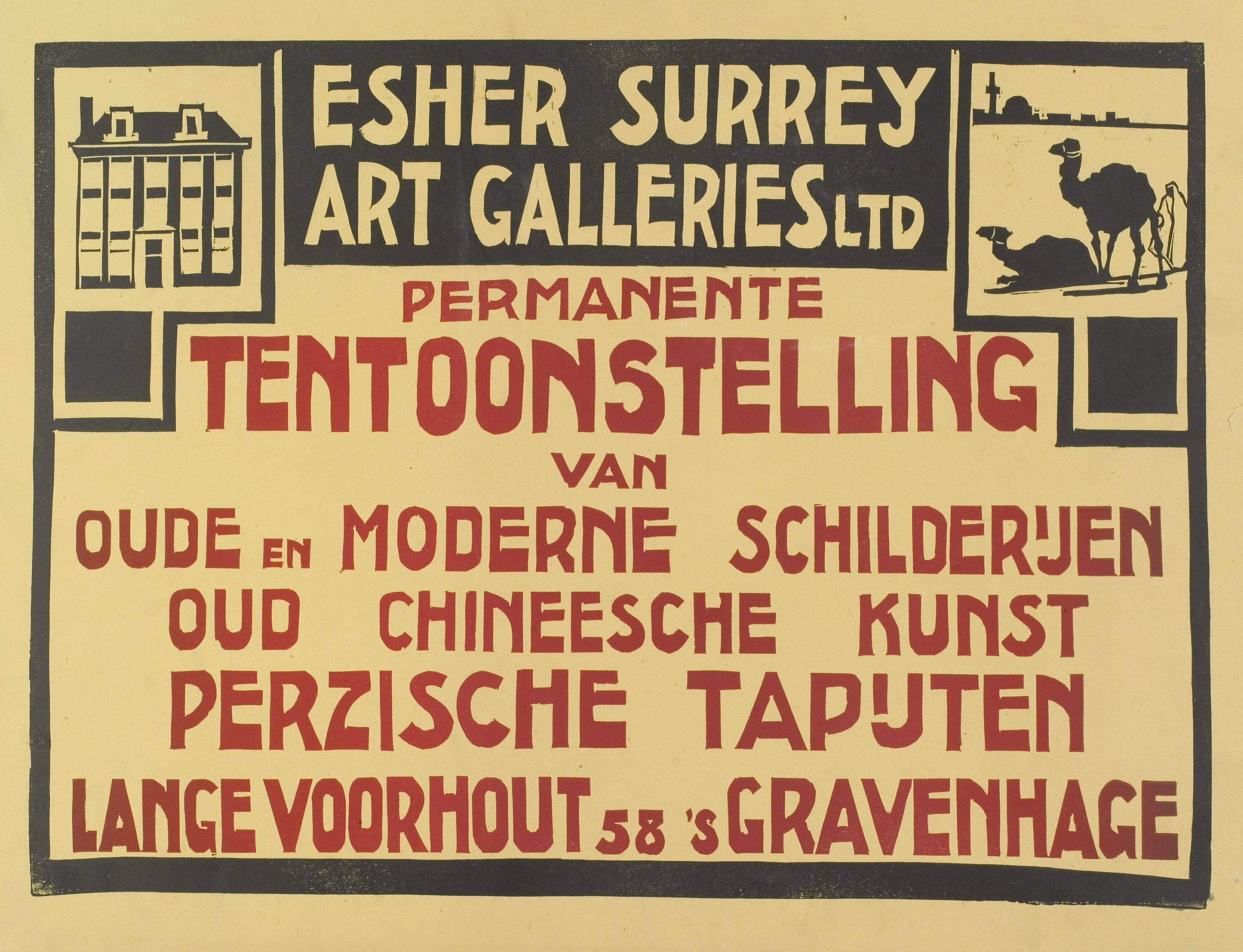
Affiche ca. 1933

In de jaren 1920 ontwikkelt de galerie zich tot een van de plekken die er toe doen in de Haagse kunstwereld waar eigentijdse kunstenaars exposeren en die internationale klanten trekt. De crisisjaren raken zowel kunstenaars als ondernemer C.J.R. Bignell, bovendien verliest hij overbuurman Hotel de Indes als huurder van de bovenverdiepingen van zijn zaak. Bignell reageert op de crisis, eerst door zijn tentoonstellingszalen in 1931 te verbouwen en door met een abonnementsmodel voor bezoekers te experimenteren. Daarna maakt hij handig gebruik van zijn netwerk onder kunstenaars door samen met de kunstschilders François Erdely en Christiaan de Moor de Eerste Nederlandse Vrije Studio op te richten. Daarmee kan hij zijn vrijgekomen verdiepingen inzetten als cursuslokalen voor betalende cursisten zowel als jong talent dat de cursus gratis mag volgen. Bovendien kunnen kunstenaars daar tegen betaling gezamenlijk tekenen of schilderen naar model zodat die weer voordeliger uit zijn. Bignell weet zich door de studio en de klandizie van kunstenaars ook te verzekeren van werk om te exposeren in de galerie. In het interbellum worden onder meer de volgende exposities gehouden:
- 1919 Floris Arntzenius en anderen[32]

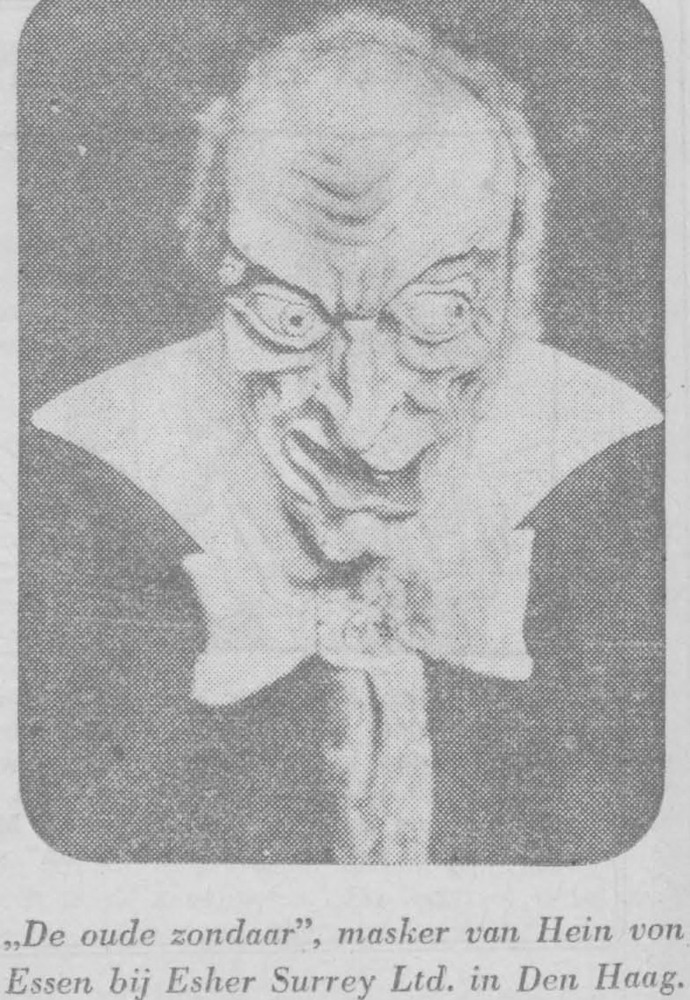
Hein von Essen masker 1933

- 1920 Théo van Rysselberghe, Emiel Jacques en anderen[33]
- 1921 Victor de Budt[34]
- 1922 Kunstnijverheid, beeldhouwwerk en o.m. werk van Rie Cramer,[35] Ernst Leyden[36]
- 1923 Pieter Cornelis de Moor[37]
- 1924 Maurice en Sárika Góth[38]
- 1925 Johannes Graadt van Roggen[39]
- 1926 Willem van den Berg (schilder)[40]
- 1927 Evert Moll[41]
- 1928 Mstislav Doboezjinski[42]
- 1929 Ko Cossaar[43]
- 1931 Ernst Leyden[44]
- 1932 Marc Chagall[45]
- 1933 Maurice Utrillo,[46] Hein von Essen Speel- en dansmaskers[47]
- 1934 François Erdely houdt solo exposities in 1933[48] en 1934.[49] Ook neemt hij deel aan een tentoonstelling met werk van landgenoten.[50]
- 1937 Paul Delvaux heeft zijn eerste tentoonstelling in Nederland met surrealistisch werk in galerie "Esher Surrey"[51]
- 1938 Kees Verwey[52]
- 1939 Marie-Louise von Motesiczky o.m. besproken door Cornelis Veth en Jos de Gruyter,[53] Jan van Heel[54]
- 1940 Jack Hamel[55]

### Exposities na de Tweede Wereldoorlog

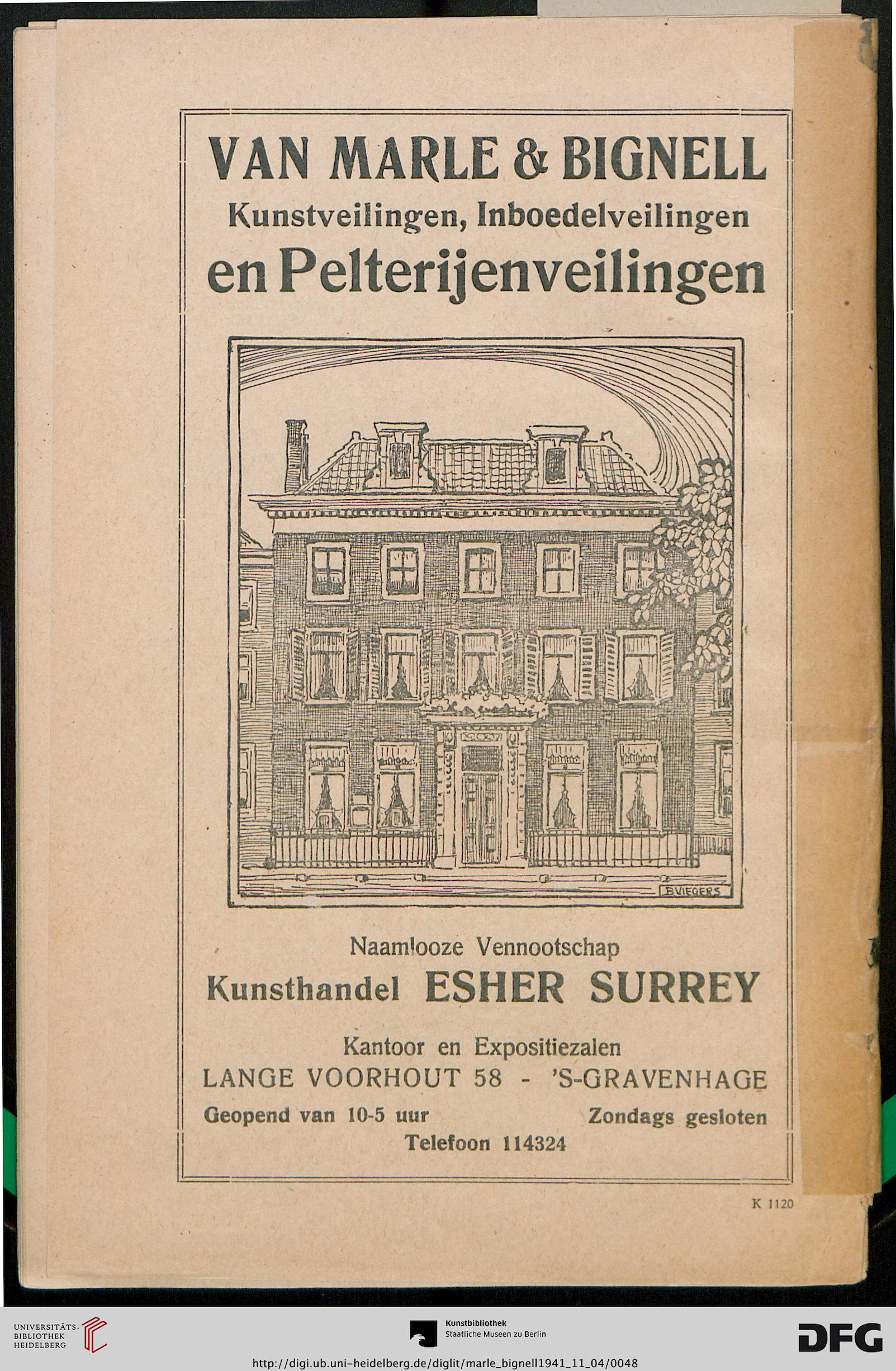
Afbeelding Lange Voorhout gesigneerd B. Viegers, decennia in advertenties en catalogi gebruikt

Tijdens de Tweede Wereldoorlog lijkt er geen sprake van tentoonstellingen en wordt ook de ENVS opgeheven. Na de oorlog, en nog tijdens het beheer over de C.V "Esher Surrey" en de gevangenschap van J.C.R. Bignell, beginnen kunsttentoonstellingen in de galerie weer en speelt deze een rol voor de eigentijdse (Haagse) kunst. Rond 1950 wordt ook werk van een paar Amerikaanse kunstenaars geëxposeerd. Het lijkt er dus op dat J.C. Bignell al voor het overlijden van zijn vader de facto de leiding heeft en, ook na opheffing van de C.V. nog een tijd de galerie voortzet. Waarom hij daar eind jaren 1960 mee stopt is onbekend. Tot omstreeks 1966 worden onder meer de volgende exposities gehouden:
- 1946 Willem Hussem[57]
- 1948 Pat Erickson, zij geeft ook een lezing[58]
- 1950 Scribner Ames[59]
- 1951 Hermanus Berserik[60]
- 1952 Collectief Verve,[61]
- 1953 Claire Bonebakker[62]
- 1954 Collectief Verve[63]
- 1955 Robert Schuppner,[60][64] Christiaan de Moor,[60][65] Verve[66] en Jan van Heel[67]
- 1958 Sedje Hémon[68]
- 1959 Collectief Atol[69]
- 1960 Collectief Fugare[60]
- 1961 "Kerstsalon" met fotowerk geselecteerd door Paul Huf, Aart Kleyn en Cas Oorthuys[70]
- 1962 Roger Chailloux, Aat Verhoog en Henk de Vries[71] (voormalige leden van "Atol")
- 1963 Renske Morks[60]
- 1965 Paul van Solingen mozaïek, Tom Weerheijm fotografie[60] Tentoonstelling over de dood in de kunst. De opening gaf wat ophef wegens de geplande rondrit door Adèle Bloemendaal en de kunstenaars in een lijkkoets[72]
- 1966 Renske Morks[73] en Henk de Vries[74] - Mogelijk was dit de laatste tentoonstelling gehouden in de galerie "Esher Surrey".

## Externe verwijzingen
- Affiche (© c/o Pictoright Amsterdam) in de beeldbank van de Rijksdienst voor het Cultureel Erfgoed voor de expositie van Fugare in 1960
- Foto (© ANP) in het Haags Gemeentearchief 1965-8-21 Opening van een tentoonstelling over het onderwerp 'dood' in de kunstzaal Esher Surrey, Lange Voorhout door Adèle Bloemendaal. Een rondrit in een lijkkist, die zij daarna met de kunstenaar Paul van Solingen en Ton Weerheijm wilde maken, werd op verzoek van de politie afgelast
- Haagse kunststromingen[dode link] Tanja Hardebol 2 oktober 2018

## Afbeeldingen

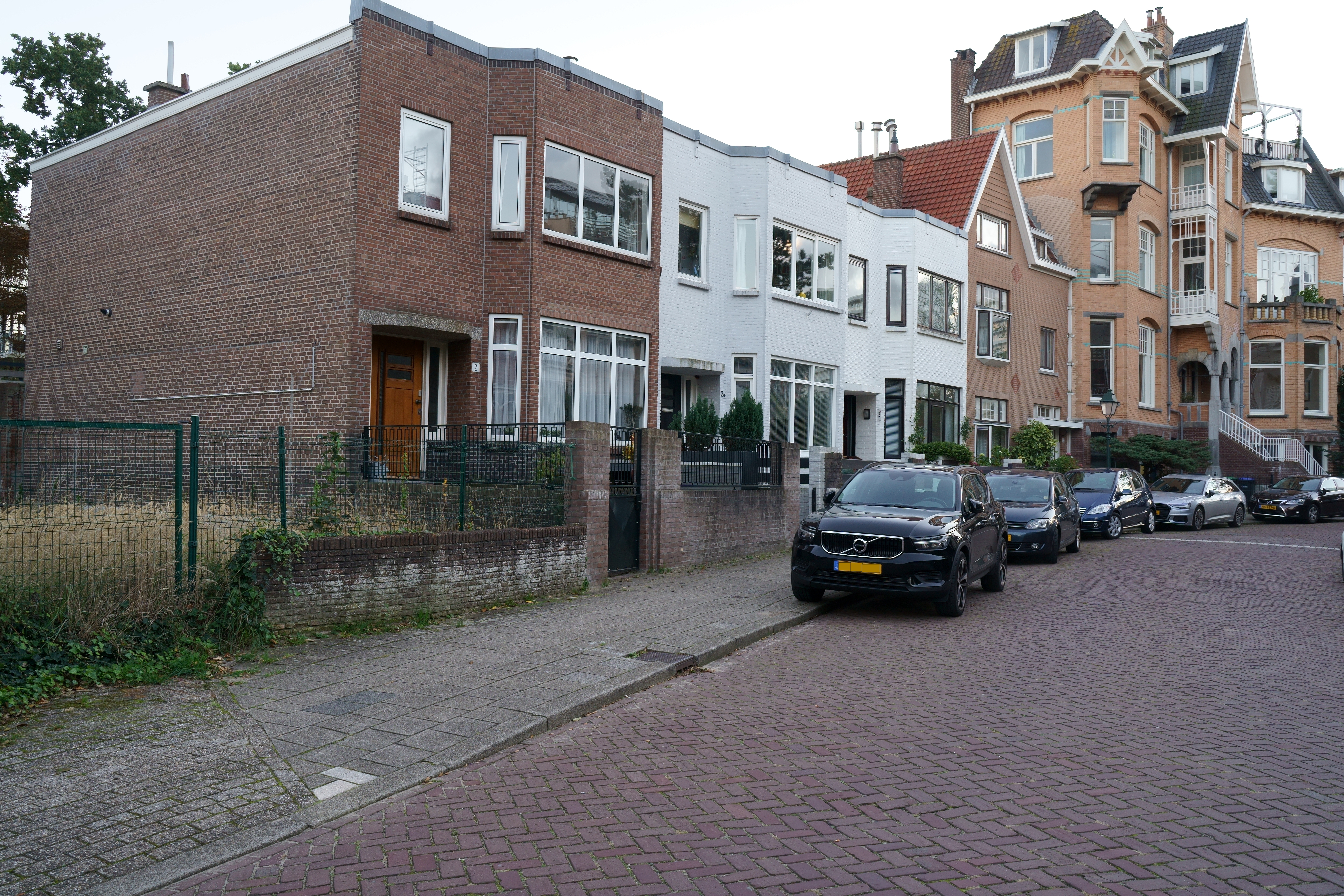
Helmstraat 2 t/m 2G Den Haag - Scheveningen, hoek Scheveningseweg waar Villa Esher Surrey gestaan moet hebben
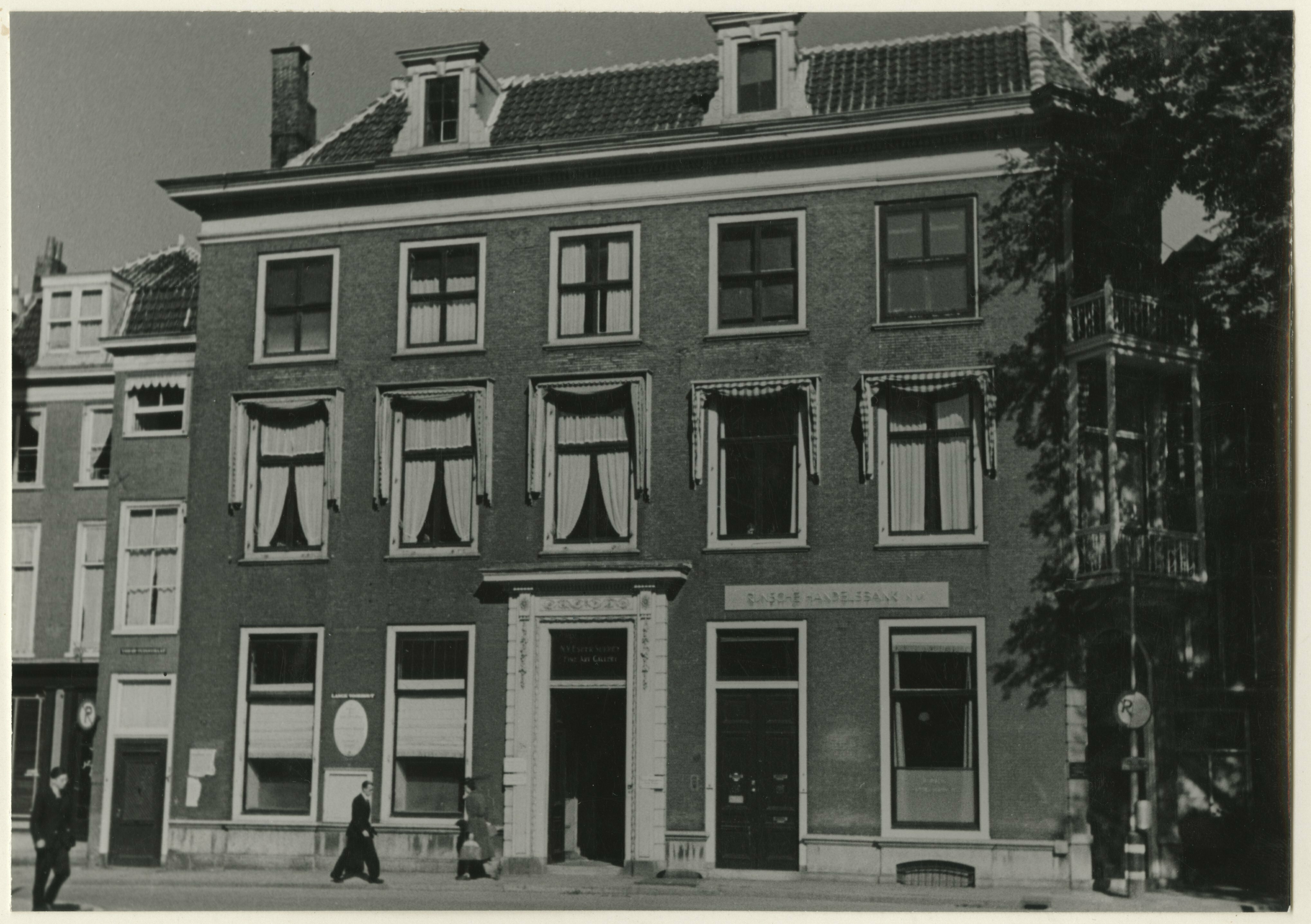
"Esher Surrey" aan het Lange Voorhout 58, met buurman Rijnsche Handelsbank op 58A in 1943
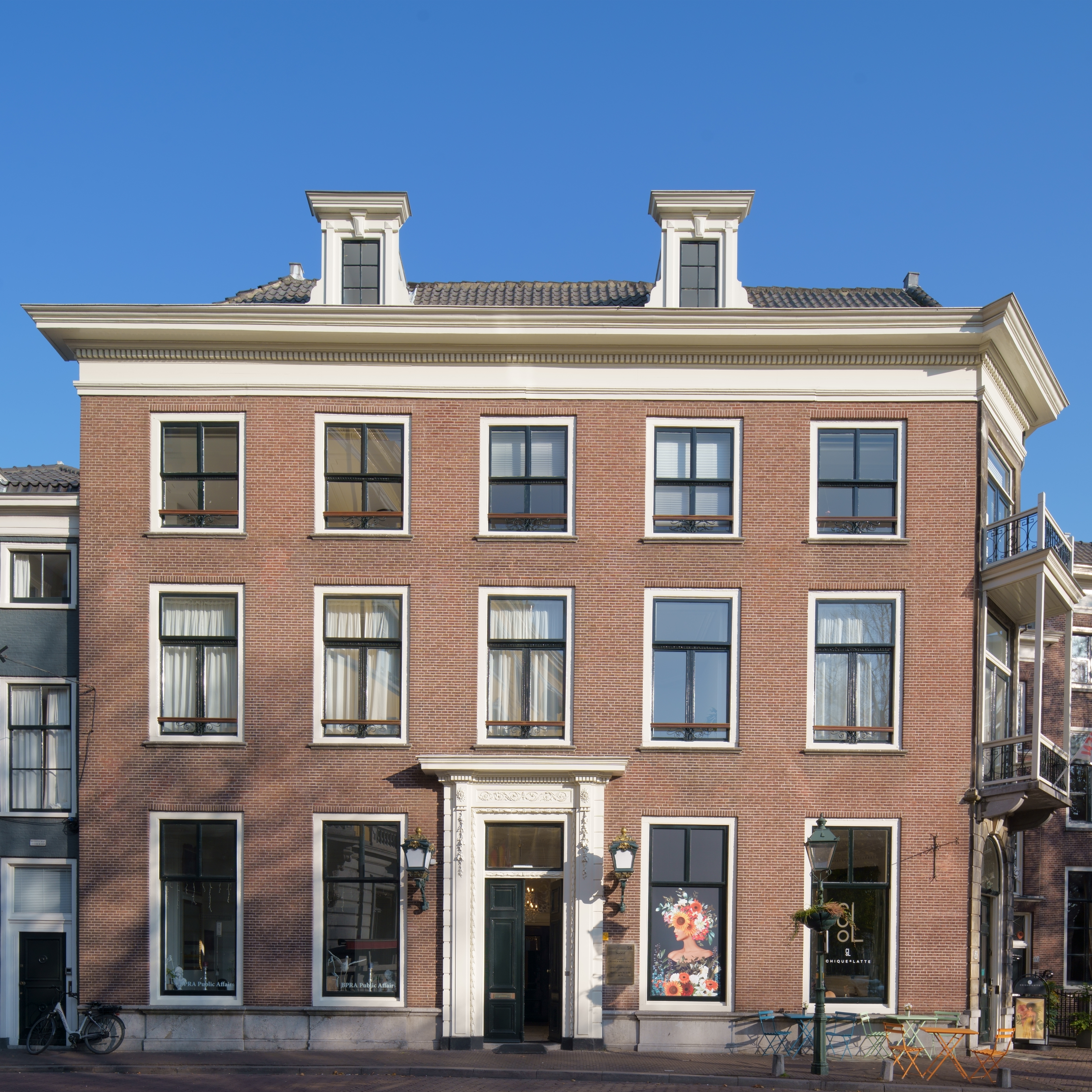
Voorgevel Lange Voorhout 58 in 2022, met de lantaarns[27] uit 1950